# Протонна терапия
В областта на медицинските процедури протонна терапия или протонна радиотерапия е вид частична терапия, използваща лъч от протони за облъчване на болни тъканни клетки, най-често при лечение на рак. Най-голямото предимство на протонната терапия пред другите видове външна лъчева радиотерапия е това, че като заредена частица, дозата е разпределена в тесен дълбочинен диапазон и има минимално количество навлизаща, излизаща или разпръсната радиация.

## Принцип на действие
Протонната терапия е вид външна лъчева радиотерапия, използваща йонизираща радиация. При протонна терапия медицинският екип използва ускорител на частици, за да въздейства върху тумора чрез лъч от протони. Тези заредени частици увреждат ДНК на клетките заради високото си ниво на клетъчно делене и намалената им способност да поправят щетите върху него. Някои видове рак с особени дефекти при възстановяване на ДНК, могат да бъдат по-чувствителни на протонна терапия.
Заради сравнително голямата си маса, протоните имат малко странично разпръскване в тъканите; лъчът не се разширява много, а остава фокусиран върху формата на тумора и оказва само ниско количествени странични ефекти на обграждащата тъкан.